# Șuntul Sano
Șuntul Sano este o conexiune de la ventriculul drept la trunchiul principal al arterei pulmonare prin intermediul unui conduct .
Este utilizat, de exemplu, în operația Norwood pentru paliația sindromului hipoplaziei de ventricul stâng. În operația Norwood se folosesc și alte șunturi și proceduri, precum șuntul Blalock-Thomas-Taussig modificat.
În cadrul procedurii Norwood, șuntul Sano are o rată de mortalitate mai mică în comparație cu șuntul Blalock-Thomas-Taussig modificat (26,3% și 36,4%) . Nu există nicio diferență după 12 luni . Alegerea procedurii depinde în mare măsură de caracteristicile individuale ale pacienților și de centrul operator.
Avantajele sunt o perfuzie coronariană mai favorabilă în timpul diastolei . Dezavantajele sunt stenoza șuntului și trauma chirurgicală a ventriculului drept . Spre deosebire de șuntul Blalock-Thomas-Taussig, perfuzia are loc în principal în sistolă.
Șuntul Sano (maro)- realizează legătura dintre ventriculul drept și trunchiul arterei pulmonare. Este folosit printre altele în procedura Norwood.

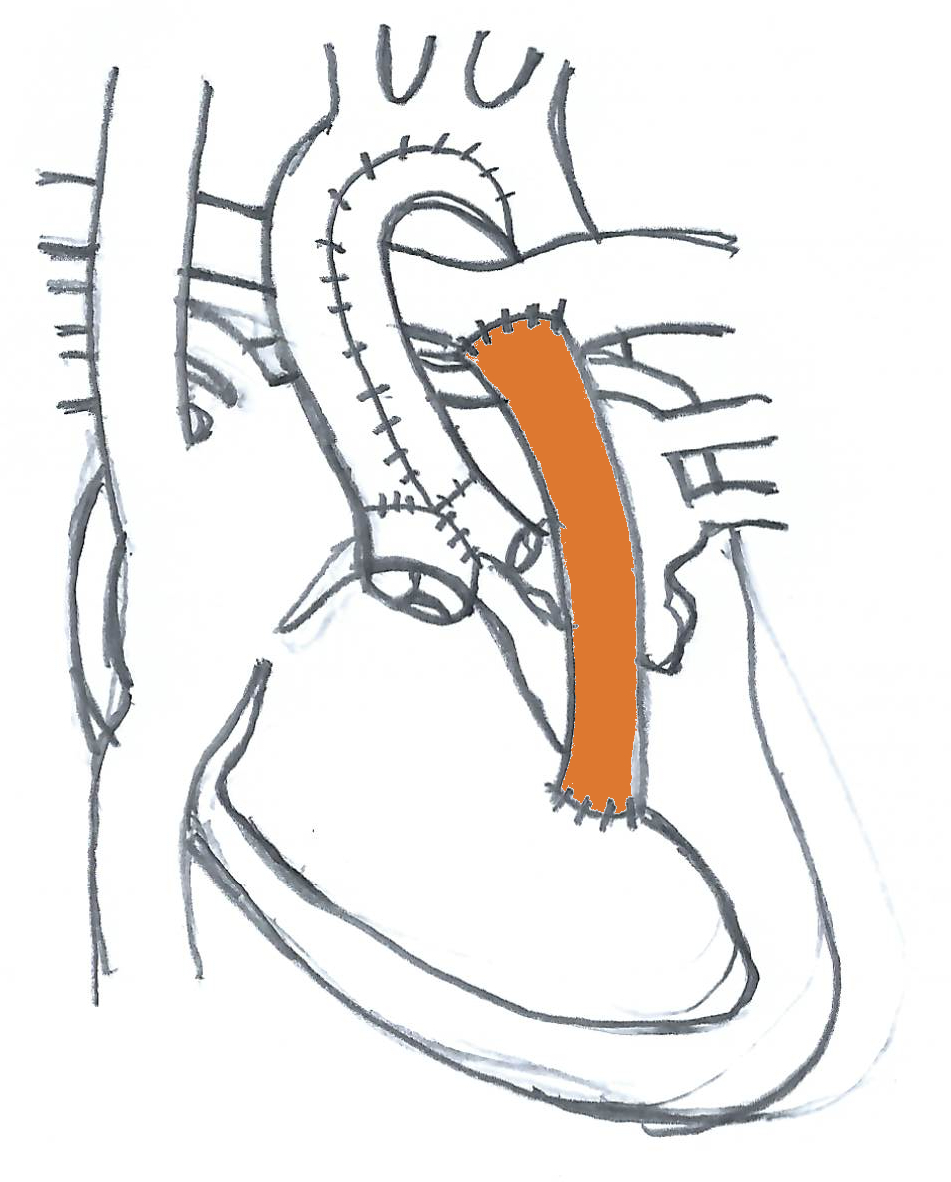
Șuntul Sano (portocaliu)- realizează legătura dintre ventriculul drept și trunchiul arterei pulmonare. Este folosit printre altele în procedura Norwood.

Această operație a fost introdusă de chirurgul cardiac japonez Shunji Sano (născut în 1953) în 2003 .